# Franklin Adreon
Franklin Adreon (18 de noviembre de 1902 – 10 de septiembre de 1979) fue un director, productor, guionista y actor cinematográfico y televisivo de nacionalidad estadounidense.

## Biografía
Nacido en Gambrills, Maryland, Adreon fue Marine Reservista en los años 1930, sirviendo en el Cuerpo de Marines de los Estados Unidos durante la Segunda Guerra Mundial. Destinado en su momento en el 6.º Regimiento de Marines en Islandia, el Mayor Adreon fue responsable de la Unidad Fotográfica del Cuerpo de Marines en la Base Quantico.
Adreon, un vendedor que entró en el cine en 1935 sin ninguna experiencia, consiguió en la industria algunos pequeños trabajos, entre ellos el de asesor técnico en el serial The Fighting Marines (en el cual también actuó encarnando al Capitán Holmes). Tras estos inicios, pasó a escribir guiones para Mascot Pictures, posterior Republic Pictures. Adreon trabajó con la unidad de seriales y, pronto y gracias a sus esfuerzos, fue nombrado productor asociado. Adreon permaneció con el estudio durante la mayor parte de la corta vida de la empresa. Durante ese tiempo colaboró con el director de seriales William Witney, que también formó parte de los Marines en la guerra.
A partir de entonces, Adreon desarrolló una trayectoria artística como director, productor y guionista, tanto de cine, como de varias producciones televisivas, entre series y telefilmes.
Franklin Adreon falleció en 1979 en el Condado de Ventura, California, a los 76 años de edad.

## Selección de su filmografía

### Director
- 1953 : Commando Cody: Sky Marshal of the Universe (serie TV)
- 1953 : Canadian Mounties vs. Atomic Invaders
- 1954 : Trader Tom of the China Seas
- 1954 : Man with the Steel Whip
- 1955 : Panther Girl of the Kongo
- 1955 : Stories of the Century (serie TV)
- 1955 : King of the Carnival
- 1955 : Cheyenne (serie TV)
- 1955 : No Man's Woman
- 1956 : Terror at Midnight
- 1956 : The Man Is Armed
- 1957 : 26 Men (serie TV)
- 1957 : Hell's Crossroads
- 1957 : Maverick (serie TV)
- 1957 : Tombstone Territory (serie TV)
- 1957 : Colt .45 (serie TV)
- 1958 : The Steel Whip
- 1958 : Frontier Doctor (serie TV)
- 1958 : Sea Hunt (serie TV)
- 1959 : Men Into Space (serie TV)
- 1962 : The Nun and the Sergeant
- 1966 : Cyborg 2087
- 1966 : Target: Sea of China (telefilm)
- 1966 : Dimension 5

### Productor
- 1948 : Sons of Adventure
- 1948 : Adventures of Frank and Jesse James
- 1949 : Federal Agents vs. Underworld, Inc
- 1949 : Daughter of the Jungle
- 1949 : Ghost of Zorro
- 1949 : King of the Rocket Men
- 1949 : The James Brothers of Missouri
- 1950 : The Arizona Cowboy
- 1950 : Radar Patrol vs. Spy King
- 1950 : The Invisible Monster
- 1950 : Hills of Oklahoma
- 1950 : Desperadoes of the West
- 1950 : Redwood Forest Trail
- 1950 : Flying Disc Man from Mars
- 1951 : Don Daredevil Rides Again
- 1951 : Government Agents vs. Phantom Legion
- 1951 : Lost Planet Airmen
- 1952 : Radar Men from the Moon
- 1952 : Zombies of the Stratosphere
- 1953 : Jungle Drums of Africa
- 1953 : Commando Cody: Sky Marshal of the Universe (serie TV)
- 1953 : Canadian Mounties vs. Atomic Invaders
- 1954 : Trader Tom of the China Seas
- 1954 : Man with the Steel Whip
- 1955 : Panther Girl of the Kongo
- 1955 : King of the Carnival
- 1956 : The Adventures of Dr. Fu Manchu (serie TV)
- 1958 : Satan's Satellites
- 1958 : Missile Monsters
- 1959 : Ghost of Zorro

### Guionista
- 1937 : S.O.S. Coast Guard
- 1937 : Zorro Rides Again (serial)
- 1938 : Dick Tracy Returns
- 1939 : The Lone Ranger Rides Again
- 1939 : Daredevils of the Red Circle
- 1939 : Dick Tracy's G-Men
- 1940 : Drums of Fu Manchu
- 1940 : Hi-Yo Silver
- 1940 : Mysterious Doctor Satan
- 1942 : The Yukon Patrol
- 1943 : The Fighting Devil Dogs
- 1947 : Jesse James Rides Again
- 1948 : Sons of Adventure
- 1959 : Zorro Rides Again
- 1966 : Torpedo of Doom (telefilm)
- 1966 : Sombra, the Spider Woman (telefilm)
- 1966 : R.C.M.P. and the Treasure of Genghis Khan (telefilm)

### Actor
- 1935 : The Fighting Marines, de B. Reeves Eason y Joseph Kane
- 1936 : The Leathernecks Have Landed, de Howard Bretherton
- 1937 : Join the Marines, de Ralph Staub